# 莱顿东方足球俱乐部
立頓奧連特足球會（英語：Leyton Orient F.C.，发音为/ˌleɪtən ˈɔːriənt/）是位於英格蘭倫敦東部沃爾瑟姆福里斯特區萊頓的足球俱乐部，於2006/07年球季升上英格蘭甲級聯賽作賽，球隊常被稱為「奧連特」或。
球隊主場「競賽室球場」是以前主席巴里·赫恩（Barry Hearn）的體育推廣公司「競賽室運動」（Matchroom Sport）為名。赫恩於1995年僅以5英鎊的代價從已故的前主席托尼·伍德（Tony Wood, OBE）手上取得球隊控制權，伍德因卢旺达內战而失去其種植咖啡的生意。英國第四台曾拍攝一輯名為「奧連特：五鎊足球會」（Orient: Club for a Fiver）的紀錄片報導當時接近倒閉的球隊情況。

## 大事紀年
| 年 份   | 事 項                                                                                 |
| ------- | ------------------------------------------------------------------------------------- |
| 1896    | 加入倫敦聯賽（London League）                                                         |
| 1904-05 | 加入南區乙組聯賽（Southern League Division Two）                                      |
| 1905-06 | 獲選加入足球聯盟乙組聯賽                                                              |
| 1929    | 降級丙組南部聯賽                                                                      |
| 1946    | 由克萊普頓奧連特（Clapton Orient）更名立頓奧連特（Leyton Orient）                                             |
| 1954–55 | 丙組南部聯賽亞軍                                                                      |
| 1955–56 | 丙組南部聯賽冠軍，升級乙組                                                            |
| 1961–62 | 乙組聯賽亞軍，升級甲組                                                                |
| 1963    | 甲組聯賽排第廿二位，降級乙組                                                          |
| 1966    | 乙組聯賽排第廿二位，降級丙組。更名（Orient）                                          |
| 1969–70 | 丙組聯賽冠軍，升級乙組                                                                |
| 1976–77 | 決賽兩回合累計-負於，英蘇盃亞軍                                                       |
| 1977–78 | 晉級足總盃八強                                                                        |
| 1982    | 乙組聯賽排第廿二位，降級丙組                                                          |
| 1985    | 丙組聯賽排第廿二位，降級丁組                                                          |
| 1987    | 再次更名立頓奧連特（Leyton Orient）                                                             |
| 1988–89 | 丁組聯賽排第六位，附加賽首輪兩回合累計2-1擊敗，決賽兩回合累計2-1擊敗，升級丙組。      |
| 1992–93 | 超聯成立，丙組重組為乙組〈III〉                                                       |
| 1995    | 乙組〈III〉聯賽排第廿四位，降級丙組〈IV〉                                             |
| 1997–98 | 被扣減3分。                                                                           |
| 1998–99 | 丙組〈IV〉聯賽排第六位，附加賽準決賽兩回合累計0-0，十二碼4-2擊敗，溫布萊決賽0-1負於。 |
| 2000-01 | 丙組〈IV〉聯賽排第五位，附加賽準決賽兩回合累計2-1擊敗，千禧球場決賽2-4負於。          |
| 2004-05 | 丙組〈IV〉聯賽更名“英乙聯賽”                                                          |
| 2005-06 | 英乙聯賽排第三位，升級英甲聯賽                                                        |
| 2013–14 | 英甲聯賽排第三位，附加賽準決賽兩回合累計3-2擊敗，溫布萊決賽加時2-2，十二碼3-4負於。   |
| 2014–15 | 英甲聯賽排第廿三位，降班英乙聯賽                                                      |
| 2022–23 | 英乙聯賽冠軍，升班英甲聯賽                                                            |

資料來源：Clapton Orient （页面存档备份，存于）、Orient （页面存档备份，存于）及Leyton Orient （页面存档备份，存于）

## 近況
參見2015年至2016年英格蘭足球乙級聯賽
- 2015年5月28日，聘請前韋斯咸教練（Ian Hendon）接掌球隊，將於7月1日正式履新[1]。
- 2015年6月29日，聘請前基寧咸主帥安迪·希辛赫拿（Andy Hessenthaler）擔任助理領隊[2]。
- 2016年1月15日，委任安德烈‧普雷森達（Andrea Pressenda）出任技術總監，主要負責球員買賣[3]。
- 2016年1月18日，球隊自開季5戰5勝後成績滑落，近賽21戰僅獲4勝，排第11位，領隊（Ian Hendon）宣佈下台[4]。
- 2016年1月21日，聘請前韋斯咸隊長（Kevin Nolan）擔任球員兼領隊，簽約兩年半[5]。
- 2016年1月22日，隨著新領隊的任命，一隊教練奇雲·紐根特（Kevin Nugent）宣佈離隊[6]。
- 2016年4月12日，於近4仗僅取得2分，球會宣布暫停（Kevin Nolan）的領隊職務，集中於球場上作賽，由助理領隊安迪·希辛赫拿（Andy Hessenthaler）接掌一隊到球季結束[7]。

### 盃賽成績
| 圈數             | 日期           | 主／客   | 對賽球隊     | 紀錄                         |
| 聯 賽 盃         | 聯 賽 盃       | 聯 賽 盃 | 聯 賽 盃     | 聯 賽 盃                     |
| ---------------- | -------------- | -------- | ------------ | ---------------------------- |
| 第一圈           | 2015年8月11日  | 客       | 米爾頓凱恩斯 | 負1-2 （页面存档备份，存于） |
| 聯 賽 錦 標      |                |          |              |                              |
| 第一圈（南區東） | 2015年9月1日   | 客       | 盧頓         | 負1-2 （页面存档备份，存于） |
| 足 總 盃         |                |          |              |                              |
| 第一圈           | 2015年11月7日  | 主       | 斯坦斯鎮     | 勝6-1 （页面存档备份，存于） |
| 第二圈           | 2015年12月5日  | 主       |              | 和0-0 （页面存档备份，存于） |
| 第二圈（重賽）   | 2015年12月15日 | 客       |              | 負0-3 （页面存档备份，存于） |

## 主場球場

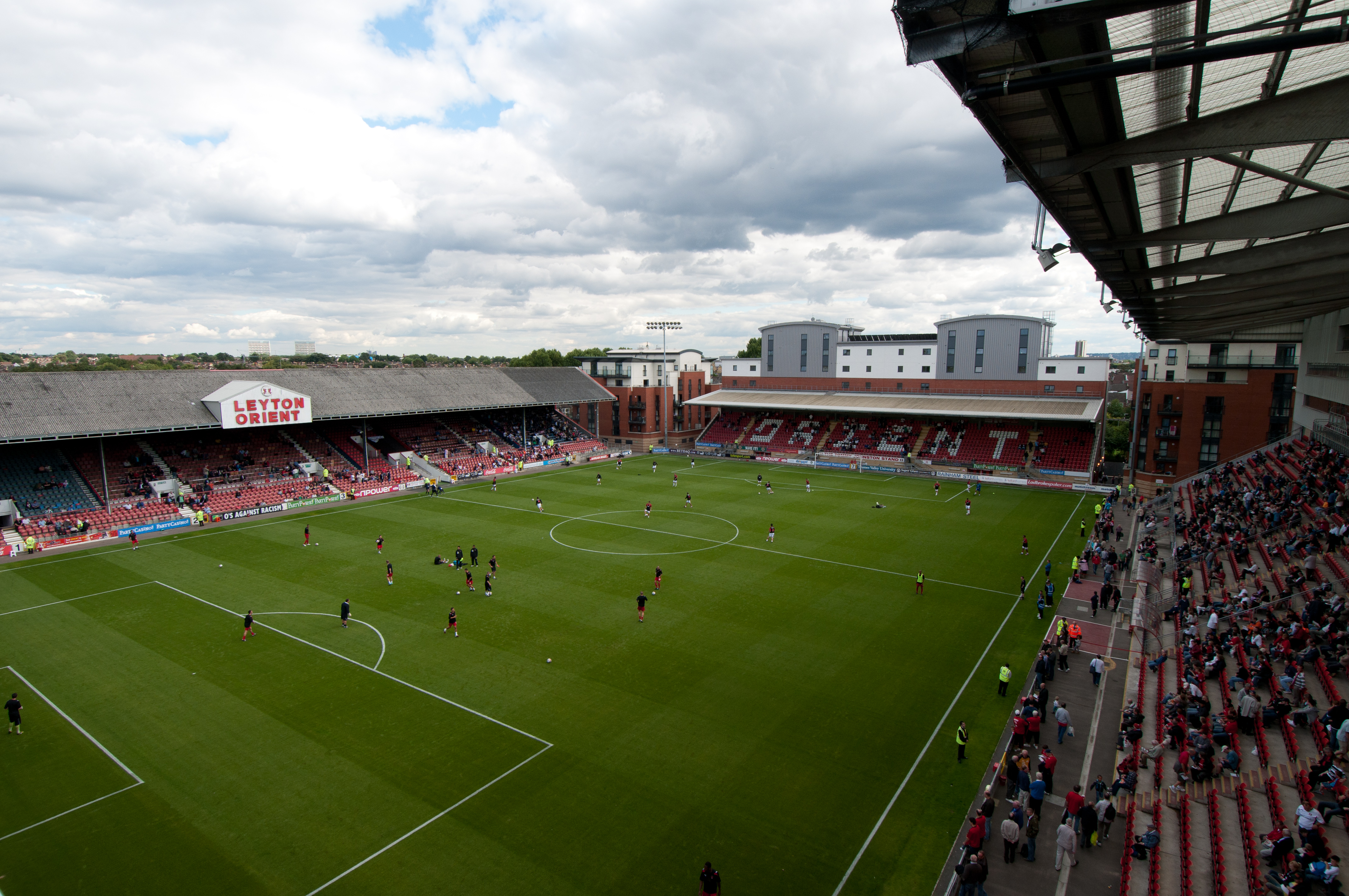
競賽室運動場

布里斯班路球場（Brisbane Road）獲冠名贊助稱為「競賽室運動場」（Matchroom Stadium），本名「奧斯邦尼路球場」（Osborne Road），是位於英格蘭倫敦東部萊頓的足球運動場，自1937年以來已是立頓奧連特足球會的主場球場。它亦是熱剌預備隊的駐紮地，為全坐席可容9,271名觀眾。
球場由四座獨立看台組成，分別為「西看台」（West Stand），現時的主看台，設有球會辦公室、精品店、票房、餐飲設施和球員更衣室；「東看台」（East Stand）是從前的主看台，亦是最老舊的看台；「家庭北看台」（North Family Stand）於2007年落成，是最新的一座看台；「湯美·莊士東看台」（Tommy Johnston Stand）建於1999年，前稱「南看台」（South Stand），於2008年宣佈以球會歷來的神射手的名字命名。

## 為國效勞
1914/15年球季，當時仍稱為克萊普頓奧連特（Clapton Orient）的職球員共41人，全數應徵為國上戰場，是聯賽中首支響應保衛國土的球隊。
全部隊員被派往法國北部的戰場，參與一場由1916年7月1日激戰到11月18日名為索姆河战役的慘烈戰鬥，單是首天英軍就有約2萬人陣亡，接近4萬人受傷，整場戰役傷亡人數多達150萬人。
奧連特共有13名隊員在戰時受傷及3人陣亡，陣亡者包括士兵威廉·强纳斯（William Jonas）、乔治·史考特（George Scott）及士官長理察·麦费顿（Richard McFadden），其中强纳斯的屍體更未能尋回。
資料來源：Day to remember for Orient fans （页面存档备份，存于）

## 著名球員
- （Stan Bowles）
- （Ian Bowyer）
- （Laurie Cunningham）
- （Glenn Roeder）

## 外部連結
- Leyton Orient FC Official Site （页面存档备份，存于）（英文）
- Leyton Orient Fans' Trust （页面存档备份，存于）（英文）
- Brisbane Road - Independent Leyton Orient Website（英文）